# Силы сторон в Тихвинской оборонительной операции
Силы противников в Тихвинской оборонительной операции
С советской стороны в операции участвовало за весь период 135 700 человек.
С немецкой стороны в операции участвовало 65 000 человек 

## СССР
Данные приведены в соответствии со Справочником боевого состава Советской Армии 1941-1945 годов.

### Ленинградский фронт
Из частей, непосредственно подчиняющихся фронту, в операции участвовали только авиационные части, поэтому остальные не приводятся. Авиационную поддержку оказывали также передаваемые в оперативное подчинение авиационные части ВВС Балтийского флота, приблизительный перечень которых можно посмотреть здесь
| Соединения и части в непосредственном фронтовом подчинении Ленинградского фронта по состоянию на 1 ноября 1941 года | Соединения и части в непосредственном фронтовом подчинении Ленинградского фронта по состоянию на 1 ноября 1941 года | Соединения и части в непосредственном фронтовом подчинении Ленинградского фронта по состоянию на 1 ноября 1941 года | Соединения и части в непосредственном фронтовом подчинении Ленинградского фронта по состоянию на 1 ноября 1941 года                                                                                          | Соединения и части в непосредственном фронтовом подчинении Ленинградского фронта по состоянию на 1 ноября 1941 года |
| Пехота | Артиллерия | Механизированные | Авиация | Инженерные |
| --- | --- | --- | --- | --- |
| | | | 7 корпус ПВО, 2 авиагруппа, 2 смешанная авиадивизия, 8 и 39 истребительные авиадивизии, после 1 ноября 1941 года пополнены 92 истребительной авиадивизией, 3 авиагруппой, 116 разведэскадрильей, группой ГВФ | |

#### 54-я армия
| Соединения и части в подчинении 54-й армии по состоянию на 1 ноября 1941 года         | Соединения и части в подчинении 54-й армии по состоянию на 1 ноября 1941 года | Соединения и части в подчинении 54-й армии по состоянию на 1 ноября 1941 года | Соединения и части в подчинении 54-й армии по состоянию на 1 ноября 1941 года | Соединения и части в подчинении 54-й армии по состоянию на 1 ноября 1941 года | Соединения и части в подчинении 54-й армии по состоянию на 1 ноября 1941 года |
| Пехота                                                                                | Артиллерия                                                                    | Механизированные                                                              | Авиация                                                                       | Инженерные                                                                    | Пополнения в ходе операции                                                    |
| ------------------------------------------------------------------------------------- | ----------------------------------------------------------------------------- | ----------------------------------------------------------------------------- | ----------------------------------------------------------------------------- | ----------------------------------------------------------------------------- | ----------------------------------------------------------------------------- |
| 3 гвардейская стрелковая, 128, 286, 294 стрелковые дивизии, 1 горнострелковая бригада | 881, 882 артиллерийские полки, 4, 2 дивизионы реактивных миномётов            | 21 танковая дивизия, 16, 122 танковые бригады, 60 бронепоезд                  | не имелось                                                                    | 5, 109, 135, 136 инженерные, 12 сапёрный, 539 минно-сапёрный батальоны        | 80 сд, 285 сд, 310 сд, 311 сд, огап АКУКС, 253 озад, 523 иап, 563 иап.        |

### Северо-Западный фронт
Северо-Западный фронт принимал участие в операции частью сил Новгородской армейской оперативной группы

#### Новгородская армейская оперативная группа
| Соединения и части в подчинении НАОГ по состоянию на 1 ноября 1941 года | Соединения и части в подчинении НАОГ по состоянию на 1 ноября 1941 года                 | Соединения и части в подчинении НАОГ по состоянию на 1 ноября 1941 года | Соединения и части в подчинении НАОГ по состоянию на 1 ноября 1941 года | Соединения и части в подчинении НАОГ по состоянию на 1 ноября 1941 года | Соединения и части в подчинении НАОГ по состоянию на 1 ноября 1941 года |
| Пехота                                                                  | Артиллерия                                                                              | Механизированные                                                        | Авиация                                                                 | Инженерные                                                              | Пополнения в ходе операции                                              |
| ----------------------------------------------------------------------- | --------------------------------------------------------------------------------------- | ----------------------------------------------------------------------- | ----------------------------------------------------------------------- | ----------------------------------------------------------------------- | ----------------------------------------------------------------------- |
| 180, 185, 305 стрелковые дивизии, сводный стрелковый полк               | 264, 448 артиллерийские полки, отдельный миномётный дивизион, 8, 242 зенитные дивизионы | 3 танковая дивизия                                                      | не имелось                                                              | 25 инженерный батальон, 50, 55, 56 понтонно-мостовые батальоны          | 225 сд, 306 озад, 120 отб, 128 отб.                                     |

### Отдельные армии

#### 4-я отдельная армия
| Соединения и части в подчинении 4-й отдельной армии по состоянию на 1 ноября 1941 года | Соединения и части в подчинении 4-й отдельной армии по состоянию на 1 ноября 1941 года | Соединения и части в подчинении 4-й отдельной армии по состоянию на 1 ноября 1941 года | Соединения и части в подчинении 4-й отдельной армии по состоянию на 1 ноября 1941 года | Соединения и части в подчинении 4-й отдельной армии по состоянию на 1 ноября 1941 года | Соединения и части в подчинении 4-й отдельной армии по состоянию на 1 ноября 1941 года |
| Пехота                                                                                 | Артиллерия                                                                             | Механизированные                                                                       | Авиация                                                                                | Инженерные                                                                             | Пополнения в ходе операции                                                             |
| -------------------------------------------------------------------------------------- | -------------------------------------------------------------------------------------- | -------------------------------------------------------------------------------------- | -------------------------------------------------------------------------------------- | -------------------------------------------------------------------------------------- | -------------------------------------------------------------------------------------- |
| 4 гвардейская стрелковая, 44, 92, 191, 285, 292, 310, 311 стрелковые, 27 кавалерийская | 883 артиллерийский полк РВГК, 6, 9 дивизионы реактивных миномётов                      | 60 танковая дивизия, 119 танковый батальон                                             | не имелось                                                                             | 159 понтонно-мостовой батальон, 248 сапёрный батальон.                                 | 65 сд, 1 гбр, 46 тбр, 881 кап, 15 озад, 120 отб, 128 отб.                              |

#### 52-я отдельная армия
| Соединения и части в подчинении 52-й отдельной армии по состоянию на 1 ноября 1941 года | Соединения и части в подчинении 52-й отдельной армии по состоянию на 1 ноября 1941 года | Соединения и части в подчинении 52-й отдельной армии по состоянию на 1 ноября 1941 года | Соединения и части в подчинении 52-й отдельной армии по состоянию на 1 ноября 1941 года | Соединения и части в подчинении 52-й отдельной армии по состоянию на 1 ноября 1941 года | Соединения и части в подчинении 52-й отдельной армии по состоянию на 1 ноября 1941 года |
| Пехота                                                                                  | Артиллерия                                                                              | Механизированные                                                                        | Авиация                                                                                 | Инженерные                                                                              | Пополнения в ходе операции                                                              |
| --------------------------------------------------------------------------------------- | --------------------------------------------------------------------------------------- | --------------------------------------------------------------------------------------- | --------------------------------------------------------------------------------------- | --------------------------------------------------------------------------------------- | --------------------------------------------------------------------------------------- |
| 111, 259, 267, 288 стрелковые дивизии                                                   | 442, 561 артиллерийские полки, 884 противотанковый                                      | не имелось                                                                              | 169, 513, 526 истребительные полки, 313 штурмовой полк                                  | 3, 4 инженерные, 1, 2 сапёрные                                                          | 25 кд                                                                                   |

## Германия
Приведены наиболее крупные соединения и части германских вооружённых сил. Надо иметь в виду, что в операции принимали участие различные специальные части, как то артиллерийские и самоходно-артиллерийские (в том числе из резерва ОКХ), самокатные, железнодорожные, инженерные, сапёрные, понтонно-мостовые, части армейской ПВО и ПВО люфтваффе и прочие.

### Группа армий «Север»(Heeresgruppe «Nord»)

#### 16-я полевая армия(16.А)
| Соединения 16-й полевой армии               | Соединения 16-й полевой армии | Соединения 16-й полевой армии |
| Корпус                                      | Пехотные соединения | Приданные части               |
| ------------------------------------------- | --- | ----------------------------- |
| 1-й армейский корпус (I.A.K.)               | 11-я пехотная дивизия (11.Inf.Div) 21-я пехотная дивизия (21.Inf.Div) 126-я пехотная дивизия (126.Inf.Div) 254-я пехотная дивизия (254.Inf.Div)     |                               |
| 39-й моторизованный корпус (XXXIX. A.K.(m)) | 8-я танковая дивизия (8.Pz.Div) 12-я танковая дивизия (12.Pz.Div) 18-я моторизованная дивизия (18.Mot.Div) 20-я моторизованная дивизия (20.Mot.Div) |                               |

### 1-й воздушный флот(Luftflotte 1)
Данные приведены по состоянию на 10 октября 1941 года 

#### Штаб 1-го воздушного флота
| Подразделения, подчиняющиеся штабу флота | Подразделения, подчиняющиеся штабу флота | Подразделения, подчиняющиеся штабу флота |
| Подразделение | Вооружение                               | Дислокация                               |
| --- | ---------------------------------------- | ---------------------------------------- |
| 2-я эскадрилья (2.(F)/ObdL) группы дальней разведки главного командования люфтваффе (Aufklärungsgruppe O.b.d.L\Aufklärungsgruppe Oberbefehlshaber der Luftwaffe) Ju-88 | Ju-88                                    | Раскополье                               |
| 1-я эскадрилья разведки погоды (Wekusta 1\Wettererkundungsstaffel 1)                                                                                                   | He-111                                   | Псков                                    |
| 1-я тяжёлая транспортная эскадрилья планеров (1.KGrzbV 172) 172-й военно-транспортной группы (Kampfgruppe zur besonderen Verwendung 172)                               | Ju-52                                    | Псков                                    |

#### 1-й авиационный корпус(I.Fliegercorps)
| Подразделения, подчиняющиеся 1-му авиационному корпусу                           | Подразделения, подчиняющиеся 1-му авиационному корпусу                                                        | Подразделения, подчиняющиеся 1-му авиационному корпусу | Подразделения, подчиняющиеся 1-му авиационному корпусу |
| Соединение                                                                       | Его подразделения в операции                                                                                  | Вооружение                                             | Дислокация                                             |
| -------------------------------------------------------------------------------- | --- | ------------------------------------------------------ | ------------------------------------------------------ |
| В подчинении штаба                                                               | 5-я эскадрилья (5.(F)/122) 122-й разведывательной группы (Aufklärungsgruppe 122)                              |                                                        | Дно                                                    |
| 1-я бомбардировочная эскадра «Гинденбург» (Kampfgeschwader 1 «Hindenburg»)       | штаб (Stab) 2-я группа (II/KG 1) 3-я группа (III/KG 1)                                                        | Ju-88A - Ju-88С                                        | Дно                                                    |
| 4-я бомбардировочная эскадра «Генерал Вевер» (Kampfgeschwader 1 «General Wever») | штаб (Stab) 1-я группа (I/KG 4)                                                                               | He-111H                                                | Псков                                                  |
| 77-я бомбардировочная эскадра (Kampfgeschwader 77)                               | штаб (Stab) 1-я группа (I/KG 77)                                                                              | Ju-88A                                                 | Сиверская                                              |
| 54-я истребительная эскадра «Зелёное сердце» (Jagdgeschwader 54 «Grünherz»)      | штаб (Stab) 1-я группа (I/JG 54) 2-я группа (II/JG 54) 3-я группа (II/JG 54) учебная эскадрилья Erg.Gr./JG 54 | Bf-109F                                                | Сиверская, Красногвардейск, Старая Русса               |

#### Разведывательная авиационная группа «Остзее»(Flugzeugüberführungsgruppe Ostsee или Fl. Fü. Ostsee)
| Подразделения, подчиняющиеся авиационной группе «Остзее»    | Подразделения, подчиняющиеся авиационной группе «Остзее»                                                | Подразделения, подчиняющиеся авиационной группе «Остзее» | Подразделения, подчиняющиеся авиационной группе «Остзее» |
| Соединение                                                  | Его подразделения в операции                                                                            | Вооружение                                               | Дислокация                                               |
| ----------------------------------------------------------- | --- | -------------------------------------------------------- | -------------------------------------------------------- |
| 806-я бомбардировочная группа (Kampfgruppe 806 или KGr.806) | штаб (Stab/KGr.806) 1-я эскадрилья (1./KGr.806) 2-я эскадрилья (2./KGr.806) 3-я эскадрилья (3./KGr.806) | Ju 88А                                                   | Сиверская                                                |

## См.также
- Хроника Тихвинских операций